# Doron des Allues
Der Doron des Allues ist ein Gebirgsfluss in Frankreich, der im Département Savoie in der Region Auvergne-Rhône-Alpes verläuft. Er entspringt im Vanoise-Massiv an der Ostflanke des Berggipfels Aiguilles du Borgne (3138 m) im Gemeindegebiet von Les Allues, entwässert generell Richtung Nordwest bis Nord und mündet nach rund 21 Kilometern im Ortsgebiet von Brides-les-Bains als linker Nebenfluss in den Doron de Bozel.

## Orte am Fluss
(Reihenfolge in Fließrichtung)
- Méribel-Mottaret, Gemeinde Les Allues
- Méribel, Gemeinde Les Allues
- Les Allues
- Brides-les-Bains

## Tourismus
In den Bergen des Oberlaufs befindet sich ein bedeutendes Wintersportzentrum im Skigebiet Trois Vallées. Die Hauptorte sind Méribel-Mottaret und Méribel.